# Malagoniella astyanax
Malagoniella astyanax är en skalbaggsart som beskrevs av Olivier 1789. Malagoniella astyanax ingår i släktet Malagoniella och familjen bladhorningar.

## Underarter
Arten delas in i följande underarter:
- M. a. yucateca
- M. a. polita
- M. a. columbica
- M. a. punctatostriata